# Lynnwood-Pricedale
Lynnwood-Pricedale est une census-designated place située dans les comtés de Fayette et de Westmoreland, dans l’État de Pennsylvanie, aux États-Unis. Lors du recensement de 2020, elle compte 2 074 habitants.